# 富士田音蔵
富士田 音蔵（ふじたや おとぞう）は、長唄唄方の名跡。旧字体は富士田 音藏。

## 初代
（生年不詳 - 文政10年7月19日（1827年9月9日））
初代富士田吉次の門弟。前名を富士田仁三郎。1770年に音蔵と改名。

## 2代目
（寛政10年（1798年） - 安政6年2月2日（1859年3月6日））幼名は吉太郎。俳名は歌成。
初代富士田千蔵の門弟。初名を吉太郎、文政時代に芝居に出て、1835年11月に森田座で3代目富士田新蔵し立唄。1841年に2代目音蔵を襲名。美声の持ち主で「美音の音蔵」と喧伝された。
3代目岡安喜三郎、3代目芳村伊十郎と共に天保の三名人と言われた。
故あって1851年に滝村音蔵から1857年に多喜村音右衛門と改名する。
3代目音蔵は三男。

## 3代目
（天保9年（1838年） - 明治4年（1871年））
2代目音蔵の三男。音蔵は1862年に3代目襲名。父の俳名の滝村歌成を襲名し立唄に昇進。

## 4代目
（生年不詳 - 明治18年（1885年）6月29日）本名は若菜斧次郎。
父は4代目杵屋彌三郎。2代目音蔵の門弟。音松が1873年に4代目音蔵を襲名。

## 5代目
（明治7年（1874年）1月20日 - 昭和3年（1928年）12月26日）本名は関谷（旧姓は清水）織三郎。
東京神田岩本町の生まれ、6代目富士田千蔵の実子。3代目杵屋勝太郎に門下で松永織三郎と名乗る。1899年5月に歌舞伎座で富士田吉四郎で2枚目、1904年5月に5代目音蔵を襲名し立唄、以降新富座、明治座、歌舞伎座の立唄で活躍、その後は市村座で囃子頭も務めた。

## 6代目
（明治32年（1899年）4月12日 - 昭和47年（1972年）11月3日）本名は高野銀五郎。
東京の生まれ、6代目千蔵、5代目音蔵に師事。1912年に富士田銀五郎の名で市村座で初舞台。菊五郎劇団で立唄を務めた。改名順は1920年に5代目富士田勇蔵から1924年に5代目富士田新蔵を経て1949年に6代目音蔵を襲名｡
実子が6代目新蔵。